# Alessandro Cesarini (zm. 1644)
Alessandro Cesarini (ur. w 1592 w Rzymie, zm. 25 stycznia 1644 tamże) – włoski kardynał.

## Życiorys
Urodził się w 1592 roku w Rzymie, jako syn Giuliana Cesariniego i Livii Orsini. Studiował na Uniwersytecie Parmeńskim, a następnie uzyskał doktorat w Rzymie i został klerykiem Kamery Apostolskiej. 30 sierpnia 1627 roku został kreowany kardynałem diakonem i otrzymał diakonię Santa Maria in Domnica. 14 maja 1636 roku został wybrany biskupem Viterbo, a jedenaście dni później przyjął sakrę. Około 1638 roku zrezygnował z zarządzania diecezją. Zmarł 25 stycznia 1644 roku w Rzymie.